# Kleverlands
Il Kleverlands è un gruppo di dialetti della lingua olandese parlati nella provincia della Gheldria nei Paesi Bassi e attorno alla città di Kleve in Germania.
Vengono talvolta inclusi tra i dialetti brabantini, un altro gruppo di dialetti, più vasto, al quale il Kleverlands è imparentato. Lo status di dialetto differisce notevolmente dai Paesi Bassi alla Germania. Nei primi, essendo questo dialetto strettamente imparentato con la lingua nazionale, è stato solo relativamente influenzato. In Germania, invece, a cominciare dal 1713, quando la Prussia prese il controllo dell'area, il dialetto è soggetto a influenza da parte del tedesco, col quale però è solo lontanamente imparentato, ma che sta lasciando molti segni distintivi, in particolar modo nel vocabolario. Inoltre, la zona di Duisburg-Kleve, altamente industrializzata, ha attratto immigrati da altre parti della Germania e dall'estero durante il XIX e XX secolo provocando un notevole declino del dialetto stesso lasciando il posto al tedesco standard. Nella zona di Duisburg, ad esempio, il dialetto è quasi scomparso.